# Noemi Lung
Noemi Ildikó Lung (Baia Mare, 16 maggio 1968) è un'ex nuotatrice rumena.

## Biografia
Specializzata nei misti, ha vinto la medaglia d'argento nei 400 m e di bronzo nei 200 m misti alle Olimpiadi di Seoul 1988.
Ha sposato il pallamanista Cristian Zaharia.

## Palmarès
- Olimpiadi

1988 - Seul: argento nei 400 m misti e bronzo nei 200 m misti.
- Mondiali

1986 - Madrid: bronzo nei 400 m misti.
- Europei

1987 - Strasburgo: oro nei 400 m misti, argento nella staffetta 4x200 m sl e bronzo nei 200 m misti.